# Потреро Хил
Потреро Хил (на английски: Potrero Hill, в превод „Хълм Потреро“) е квартал в град-окръг Сан Франциско, щата Калифорния, САЩ. Потреро Хил се намира в източната част на Сан Франциско, разположен на изток от кв. Мишън и на юг от кв. Саут ъф Маркет. Разпростира се от около 16-а улица на север, Потреро авеню или магистрала 101 на запад и ул. „Сизър Шавез“ (Cesar Chavez Street) на юг. Има много докове в източната част на квартала.

## Личности
- О Джей Симпсън (OJ Simpson) – играч по американски футбол